# Burphanolophus joergwunderlichi
Burphanolophus joergwunderlichi (лат.) — вид вымерших клещей из семейства Erythraeidae подотряда Prostigmata, единственный в роде Burphanolophus. Жили на территории северо-восточной части современной Мьянмы во времена позднемеловой эпохи.

## История изучения
Обнаружен в бирманском янтаре и датирован сеноманским ярусом. В 2018 году в  журнале «Cretaceous Research» Марта Коникевич и Яна Макол опубликовали статью, где описывают новые роды клещей из бирманского янтаря. Вместе с Burphanolophus joergwunderlichi также были найдены и описаны следующие виды клещей:  Burerythrites pankowskii, Burfessonia maryae и Nothrotrombidium myanmarum.